# マッテオ・コンティーニ
マッテオ・コンティーニ（Matteo Contini, 1980年4月16日 - ）は、イタリア・ジェモーニオ出身の元サッカー選手、サッカー指導者。現役時代のポジションはディフェンダー。

## 経歴
ACミラン・ユース出身のディフェンダー。レンタル生活が長く、セリエC1のASリヴォルノ・カルチョ、セリエBのUSアヴェッリーノ1912など下部リーグの複数のクラブにてプレー経験を積んだ。
2004年にパルマFCとの共同保有となり、翌年に完全移籍。2007年にはSSCナポリへ移籍。2010年1月、リーガ・エスパニョーラのレアル・サラゴサへレンタル移籍し初めてイタリア国外のクラブに所属することとなった。同年7月、3年契約でサラゴサに完全移籍した。
2011年夏、ACシエーナへのレンタル移籍でイタリアに復帰。翌2012-13シーズンもシエーナに残留し、冬の移籍期間にアタランタBCへ移籍した。2013-14シーズンはセリエBのSSユーヴェ・スタビアへレンタルされている。翌シーズンはFCバーリ1908にレンタル移籍した。
2017年7月23日にカッラレーゼ・カルチョへ加入したが、翌月には家庭の事情を理由に退団。9月12日、セリエDのUSペルゴレッテーゼ1932と契約した。
2018年に現役を引退し、その後ペルゴレッテーゼの監督に就任した。

## タイトル
ミラン
- トルネオ・ディ・ヴィアレッジョ : 1999